# Kosta Nedeljković
Kosta Nedeljković (in serbo Kоста Недељковић?; Smederevo, 16 dicembre 2005) è un calciatore serbo, difensore dell'RB Lipsia, in prestito dall'Aston Villa, e della nazionale serba.

## Caratteristiche tecniche
Gioca come terzino destro.

## Carriera

### Club
Cresciuto nel settore giovanile della Stella Rossa, nel febbraio 2021 ha firmato un contratto professionistico con il club. Ha debuttato in prima squadra il 6 agosto 2023 nell'incontro di Superliga vinto 4-0 contro il Napredak Kruševac.
Il 22 gennaio 2024 è stato acquistato a titolo definitivo dall'Aston Villa, che lo ha lasciato in prestito alla Stella Rossa fino al termine della stagione. Ha esordito in Premier League il 17 agosto subentrando nel secondo tempo a Matty Cash nell'incontro vinto 2-1 contro il West Ham Utd.

### Nazionale
Ha giocato con la nazionale serba Under-18 ed Under-19.
Ha debuttato con la nazionale maggiore serba il 5 settembre 2024 giocando dal primo minuto l'incontro di UEFA Nations League pareggiato 0-0 contro la Spagna.

## Statistiche

### Presenze e reti nei club
Statistiche aggiornate al 5 settembre 2024.
| Stagione                 | Squadra                  | Campionato               | Campionato | Campionato | Coppe nazionali | Coppe nazionali | Coppe nazionali | Coppe continentali | Coppe continentali | Coppe continentali | Altre coppe | Altre coppe | Altre coppe | Totale | Totale | Totale |
| Stagione                 | Squadra                  | Comp                     | Pres       | Reti       | Comp            | Pres            | Reti            | Comp               | Pres               | Reti               | Comp        | Pres        | Reti        | Pres   | Reti   |        |
| ------------------------ | ------------------------ | ------------------------ | ---------- | ---------- | --------------- | --------------- | --------------- | ------------------ | ------------------ | ------------------ | ----------- | ----------- | ----------- | ------ | ------ | ------ |
| 2022-2023                | Grafičar Belgrado        | 1L                       | 15+2       | 1+0        | CS              | 0               | 0               |                    | -                  | -                  |             | -           | -           | 16     | 0      |        |
| 2024-2024                | Grafičar Belgrado        | 1L                       | 6          | 0          | CS              | 0               | 0               |                    | -                  | -                  |             | -           | -           | 6      | 0      |        |
| Totale Grafičar Belgrado | Totale Grafičar Belgrado | Totale Grafičar Belgrado | 23         | 1          |                 | 0               | 0               |                    | -                  | -                  |             | -           | -           | 23     | 1      |        |
| 2023-2024                | Stella Rossa             | SL                       | 14         | 0          | CS              | 2               | 0               | UCL                | 5                  | 0                  |             | -           | -           | 21     | 0      |        |
| 2024-2025                | Aston Villa              | PL                       | 3          | 0          | FACup+CdL       | 0               | 0               | UCL                | 0                  | 0                  |             | -           | -           | 3      | 0      |        |
| Totale carriera          | Totale carriera          | Totale carriera          | 40         | 1          |                 | 2               | 0               |                    | 5                  | 0                  |             | -           | -           | 47     | 1      |        |

### Cronologia presenze e reti in nazionale
| Cronologia completa delle presenze e delle reti in nazionale ― Serbia | Cronologia completa delle presenze e delle reti in nazionale ― Serbia | Cronologia completa delle presenze e delle reti in nazionale ― Serbia | Cronologia completa delle presenze e delle reti in nazionale ― Serbia | Cronologia completa delle presenze e delle reti in nazionale ― Serbia | Cronologia completa delle presenze e delle reti in nazionale ― Serbia | Cronologia completa delle presenze e delle reti in nazionale ― Serbia | Cronologia completa delle presenze e delle reti in nazionale ― Serbia |
| Data                                                                  | Città                                                                 | In casa                                                               | Risultato                                                             | Ospiti                                                                | Competizione                                                          | Reti                                                                  | Note                                                                  |
| --------------------------------------------------------------------- | --------------------------------------------------------------------- | --------------------------------------------------------------------- | --------------------------------------------------------------------- | --------------------------------------------------------------------- | --------------------------------------------------------------------- | --------------------------------------------------------------------- | --------------------------------------------------------------------- |
| 5-9-2024                                                              | Belgrado                                                              | Serbia                                                                | 0 – 0                                                                 | Spagna                                                                | UEFA Nations League 2024-2025 - 1º turno                              | -                                                                     |                                                                       |
| 8-9-2024                                                              | Copenaghen                                                            | Danimarca                                                             | 2 – 0                                                                 | Serbia                                                                | UEFA Nations League 2024-2025 - 1º turno                              | -                                                                     | 64’                                                                   |
| 12-10-2024                                                            | Leskovac                                                              | Serbia                                                                | 2 – 0                                                                 | Svizzera                                                              | UEFA Nations League 2024-2025 - 1º turno                              | -                                                                     | 72’ 73’                                                               |
| 15-10-2024                                                            | Cordova                                                               | Spagna                                                                | 3 – 0                                                                 | Serbia                                                                | UEFA Nations League 2024-2025 - 1º turno                              | -                                                                     | 64’                                                                   |
| 15-11-2024                                                            | Zurigo                                                                | Svizzera                                                              | 1 – 1                                                                 | Serbia                                                                | UEFA Nations League 2024-2025 - 1º turno                              | -                                                                     | 78’                                                                   |
| 18-11-2024                                                            | Leskovac                                                              | Serbia                                                                | 0 – 0                                                                 | Danimarca                                                             | UEFA Nations League 2024-2025 - 1º turno                              | -                                                                     | 87’                                                                   |
| 7-6-2025                                                              | Tirana                                                                | Albania                                                               | 0 – 0                                                                 | Serbia                                                                | Qual. Mondiali 2026                                                   | -                                                                     | 87’                                                                   |
| Totale                                                                |                                                                       | Presenze                                                              | 7                                                                     |                                                                       | Reti                                                                  | 0                                                                     |                                                                       |

## Palmarès

### Club

#### Competizioni nazionali
- Campionato serbo: 1

Stella Rossa: 2023-2024
- Coppa di Serbia: 1

Stella Rossa: 2023-2024